# Església de Sant Mateu de Figueroles
L'Església de Sant Mateu de Figueroles és un lloc de culte situat en ple nucli poblacional de Figueroles, a la plaça de l'Església. És un edifici catalogat com a Bé de Rellevància Local des de 2007.

## Descripció històrica i artística
És una església construïda seguint els cànons de l'estil renaixentista i datada entre 1640 i 1651. Presenta un  campanar unit a l'edifici de l'església en la qual pot contemplar-se un rellotge de sol amb una inscripció que fa referència al mal nom que reben els habitants del poble: «Escalda-sants».
A l'seu interior poden contemplar-se retaules de fusta pertanyents als segles xvii i xviii, així com llenços de diversos períodes artístics, molts van ser restaurats per la Diputació de Castelló. El temple és d'una sola nau i presenta una àmplia façana, i va ser restaurat entre 1993 i 2003.
El campanar, de planta quadrada i acabat en una teulada de teules blaves amb penell, té una altura de 25 metres i data de 1793. Va ser restaurat el 2003, juntament amb la resta de l'església.
L'església pertany a l'arxiprestat 14, conegut com a Sant Vicent Ferrer, que té la seu principal a Llucena, part de la Diòcesi de Sogorb-Castelló.